# Депутаты Национального собрания от департамента Манш

Выборы в Национальное собрание в 2022 году

Выборы в Национальное собрание в 2017 году

Выборы в Национальное собрание в 2012 году

|  | Номер округа | Депутат        | Партия                  |
|  | ------------ | -------------- | ----------------------- |
|  | 1            | Филипп Госслен | Республиканцы           |
|  | 2            | Бертран Сорр   | Вперёд, Республика!     |
|  | 3            | Стефан Травер  | Вперёд, Республика!     |
|  | 4            | Анна Пик       | Социалистическая партия |

|  | Номер округа | Депутат        | Партия                  |
|  | ------------ | -------------- | ----------------------- |
|  | 1            | Филипп Госслен | Республиканцы           |
|  | 2            | Бертран Сорр   | Вперёд, Республика!     |
|  | 3            | Стефан Травер  | Вперёд, Республика!     |
|  | 4            | Анна Пик       | Социалистическая партия |

|  | Номер округа | Депутат                         | Партия              |
|  | ------------ | ------------------------------- | ------------------- |
|  | 1            | Филипп Госслен                  | Республиканцы       |
|  | 2            | Бертран Сорр                    | Вперёд, Республика! |
|  | 3            | Стефан Травер Грегори Гальбадон | Вперёд, Республика! |
|  | 4            | Соня Крими                      | Вперёд, Республика! |

|  | Номер округа | Депутат                             | Партия                    |
|  | ------------ | ----------------------------------- | ------------------------- |
|  | 1            | Филипп Госслен                      | Союз за народное движение |
|  | 2            | Гюэнаэль Юэ                         | Союз за народное движение |
|  | 3            | Стефан Травер                       | Социалистическая партия   |
|  | 4            | Бернар Казнёв Женевье Госслен-Флёри | Социалистическая партия   |

|  | Номер округа | Депутат        | Партия                    |
|  | ------------ | -------------- | ------------------------- |
|  | 1            | Филипп Госслен | Союз за народное движение |
|  | 2            | Гюэнаэль Юэ    | Союз за народное движение |
|  | 3            | Ален Кузен     | Союз за народное движение |
|  | 4            | Клод Гатиньоль | Союз за народное движение |
|  | 5            | Бернар Казнёв  | Социалистическая партия   |

|  | Номер округа | Депутат         | Партия                    |
|  | ------------ | --------------- | ------------------------- |
|  | 1            | Жан-Клод Лемуан | Союз за народное движение |
|  | 2            | Рене Андре      | Союз за народное движение |
|  | 3            | Ален Кузен      | Союз за народное движение |
|  | 4            | Клод Гатиньоль  | Союз за народное движение |
|  | 5            | Жан Лемьер      | Союз за народное движение |